# Glena interpunctata
Glena interpunctata är en fjärilsart som beskrevs av Barnes och Mcdunnough 1916. Glena interpunctata ingår i släktet Glena och familjen mätare. Inga underarter finns listade i Catalogue of Life.